# Dschambulat Tedejew

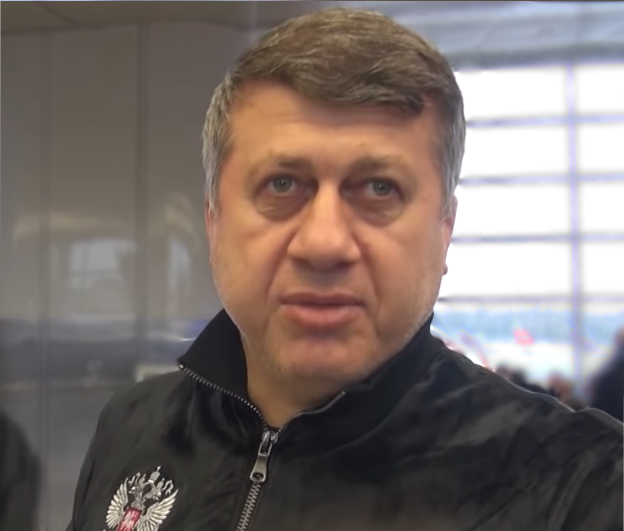
Dschambulat Tedejew, 2020

Dschambulat bzw. Dsambolat Tedejew (russisch Дзамболат Ильич Тедеев; * 23. August 1968 in Südossetien) ist ein russischer Ringer ossetischer Herkunft, der zunächst für die Sowjetunion, später für die Ukraine startete.

## Leben

### Sport
Dschambulat Tedejew wurde in Südossetien geboren und begann 1982 in Wladikawkas mit dem Ringen. Sein Trainer war Ruslan Sawlochow. Er spezialisierte sich auf den freien Stil und stand mit zwanzig Jahren schon an der Schwelle zur Weltklasse. Seinen Einstand auf der internationalen Ringermatte gab er, für die Sowjetunion startend, 1988 bei der Junioren-Europameisterschaft in Wałbrzych, Polen. Dort gewann er den Titel im Halbschwergewicht. Im Jahr 1990 wurde er sowjetischer Meister im Halbschwergewicht. Er kam aber trotzdem zu keinen weiteren Einsätzen bei internationalen Meisterschaften, weil die Konkurrenz in der damaligen Sowjetunion einfach zu stark war. Vor allem beherrschte Olympiasieger und Weltmeister Maharbeg Kadarzew die Halbschwergewichtsklasse.
Nach den politischen Veränderungen in der Sowjetunion ergab sich für Dschambulat die Möglichkeit, ab 1993 für die Ukraine zu starten. Er trat deshalb Champion Kiew bei und ging noch im gleichen Jahr bei der Europameisterschaft in Istanbul an den Start. Sein dortiger Titelgewinn überraschte die Ringerfachwelt.
In den nächsten Jahren konnte er diesen Erfolg nicht mehr wiederholen, kam aber bei der Weltmeisterschaft 1994 in Istanbul, bei der Weltmeisterschaft 1995 in Atlanta und bei den Olympischen Spielen in Atlanta jeweils auf einen hervorragenden fünften Platz.
Nach den Olympischen Spielen 1996 in Atlanta beendete er seine Ringerkarriere. Er absolvierte eine Trainerausbildung und ist heute Cheftrainer der russischen Ringermannschaft im freien Stil.

### Rolle in Südossetien
Tedejews Familie gehört zu den politisch einflussreichsten Clans in der abtrünnigen georgischen Region Südossetien. Er selbst war maßgeblich am Wahlerfolg des heutigen südossetischen Präsidenten Eduard Kokoity beteiligt, dessen Wahlkampagne er 2001 gemeinsam mit seinem Bruder Albert massiv unterstützt hatte. Kokoity bemühte sich als Präsident der international nicht anerkannten „Republik Südossetien“ den Einfluss der Familie Tedejew zu begrenzen.

## Internationale Erfolge
(OS = Olympische Spiele, WM = Weltmeisterschaft, EM = Europameisterschaft, F = Freistil, Hs = Halbschwergewicht, S = Schwergewicht, damals bis 90 kg bzw. 100 kg Körpergewicht)
- 1988, 1. Platz, Junioren-EM in Wałbrzych/Polen, F, Hs, vor Veselin Christow, Bulgarien, Heiko Balz, DDR, Milan Mazac, CSSR und Alexander Koteles, Rumänien;
- 1993, 1. Platz, „Alexander-Medwed“-Turnier in Minsk, F, Hs, vor Soslan Frajew, Russland, Schamil Abdurachmanow, Belarus, Ahmet Doğu, Türkei und Andre Jeremenko, Litauen;
- 1993, 1. Platz, EM in Istanbul, F, Hs, vor Eldar Kurtanidze, Georgien, Kenan Simsek, Türkei, Josef Niec, Polen, Schamil Abdurachmanow und Ingo Manz, BRD;
- 1993, 1. Platz, „Yasar-Dogu“-Memorial in Istanbul, F, Hs, vor Dogu und Kenan Şimşek, bde. Türkei;
- 1994, 11. Platz, EM in Rom, F, Hs, Sieger: Soslan Frajew vor Wladimir Matuschenko, Belarus und Josef Lohyna, Tschechien;
- 1994, 5. Platz, WM in Istanbul, F, Hs, hinter Rasoul Khadem, Iran, Maharbeg Kadarzew, Russland, Melvin Douglas, USA und Lohyna und vor Bajanmönchiin Gantogtoch, Mongolei;
- 1995, 5. Platz, WM in Atlanta, F, S, hinter Kurt Angle, USA, Arawat Sabejew, BRD, Abbas Jadidi, Iran und Sergej Kowalewski, Belarus und vor Milan Mazac;
- 1996, 1. Platz, „Yasar-Dogu“-Memorial in Istanbul, F, Hs, vor Josef Lohyna, Tschechien und Robert Kostecki, Polen;
- 1996, 5. Platz, OS in Atlanta, F, Hs, hinter Khadem, Kadarzew, Eldari Luka Kurtanidze, Georgien und Lohyna und vor Victor Koddei, Nigeria